# Генефосс (футбольний клуб)
«Генефосс» (норв. «Hønefoss BK») — норвезький футбольний клуб з однойменного міста. Заснований 1895 року. Домашні ігри проводить на стадіоні «АКА Арена» місткістю 4 256 глядачів, 3 500 з яких можуть сидіти.

## Статистика сезонів
| Сезон | Д | М  | І  | В  | Н  | П  | ГЗ | ГП | О  | Кубок | Примітки                                    |
| ----- | - | -- | -- | -- | -- | -- | -- | -- | -- | ----- | ------------------------------------------- |
| 2006  | 1 | 4  | 30 | 15 | 6  | 9  | 64 | 47 | 51 | 1/16  |                                             |
| 2007  | 1 | 10 | 30 | 8  | 11 | 11 | 34 | 52 | 35 | 1/16  |                                             |
| 2008  | 1 | 5  | 30 | 15 | 6  | 9  | 47 | 33 | 51 | 1/32  |                                             |
| 2009  | 2 | 2  | 30 | 16 | 8  | 6  | 61 | 32 | 56 | 1/16  | Вихід в Тіппеліга                           |
| 2010  | 1 | 14 | 30 | 7  | 6  | 17 | 28 | 62 | 27 | 1/8   | Виліт з Тіппеліга після програшу в плей-офф |

Д = дивизіон; М = місце; І = зіграні матчі; В = виграші; Н = нічиї; П = програші; ГЗ = голів забито; ГП = голів пропущено; О = очки 